# Pseudochromis aldabraensis

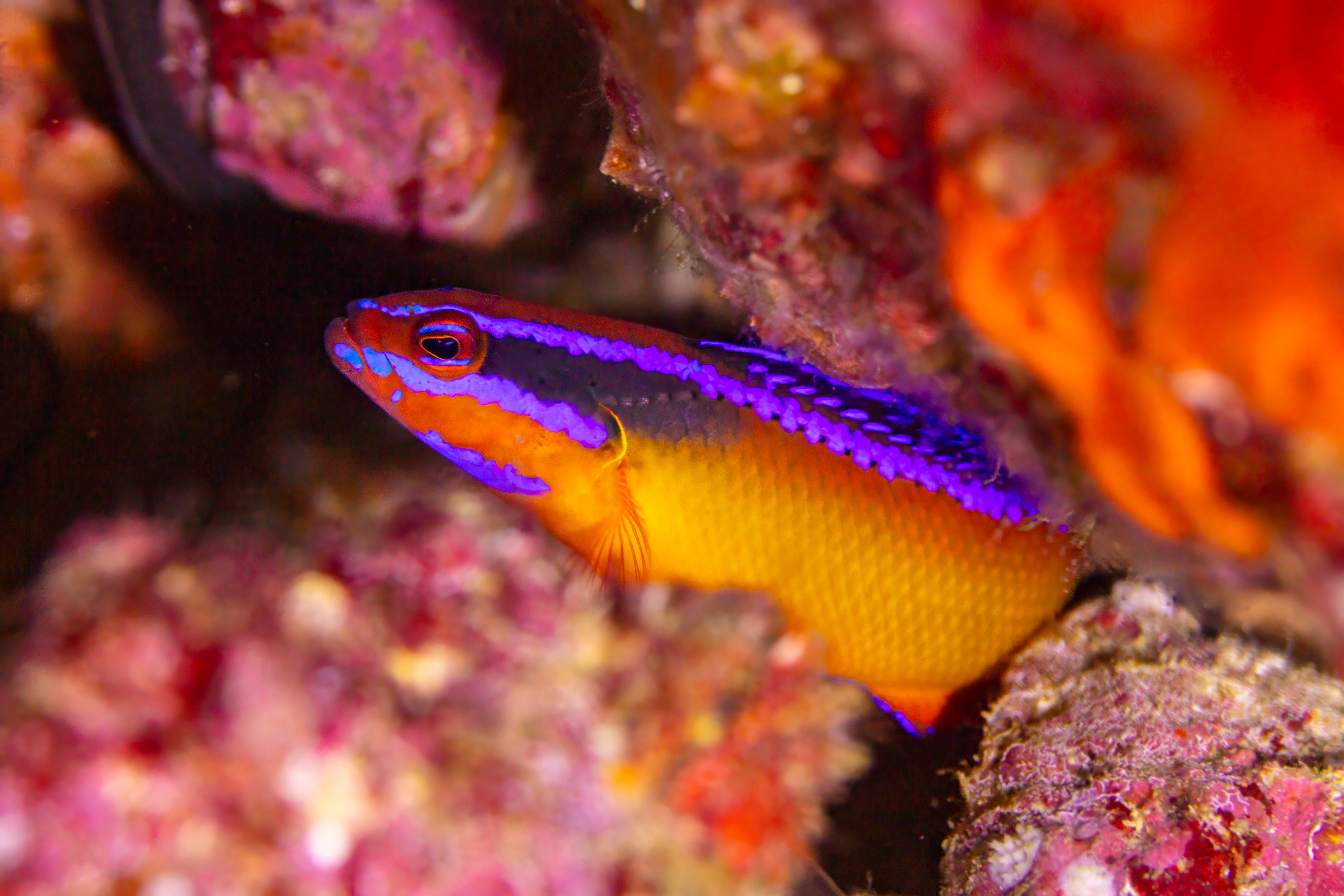
Ejemplar oculto en un arrecife en la costa de Omán.

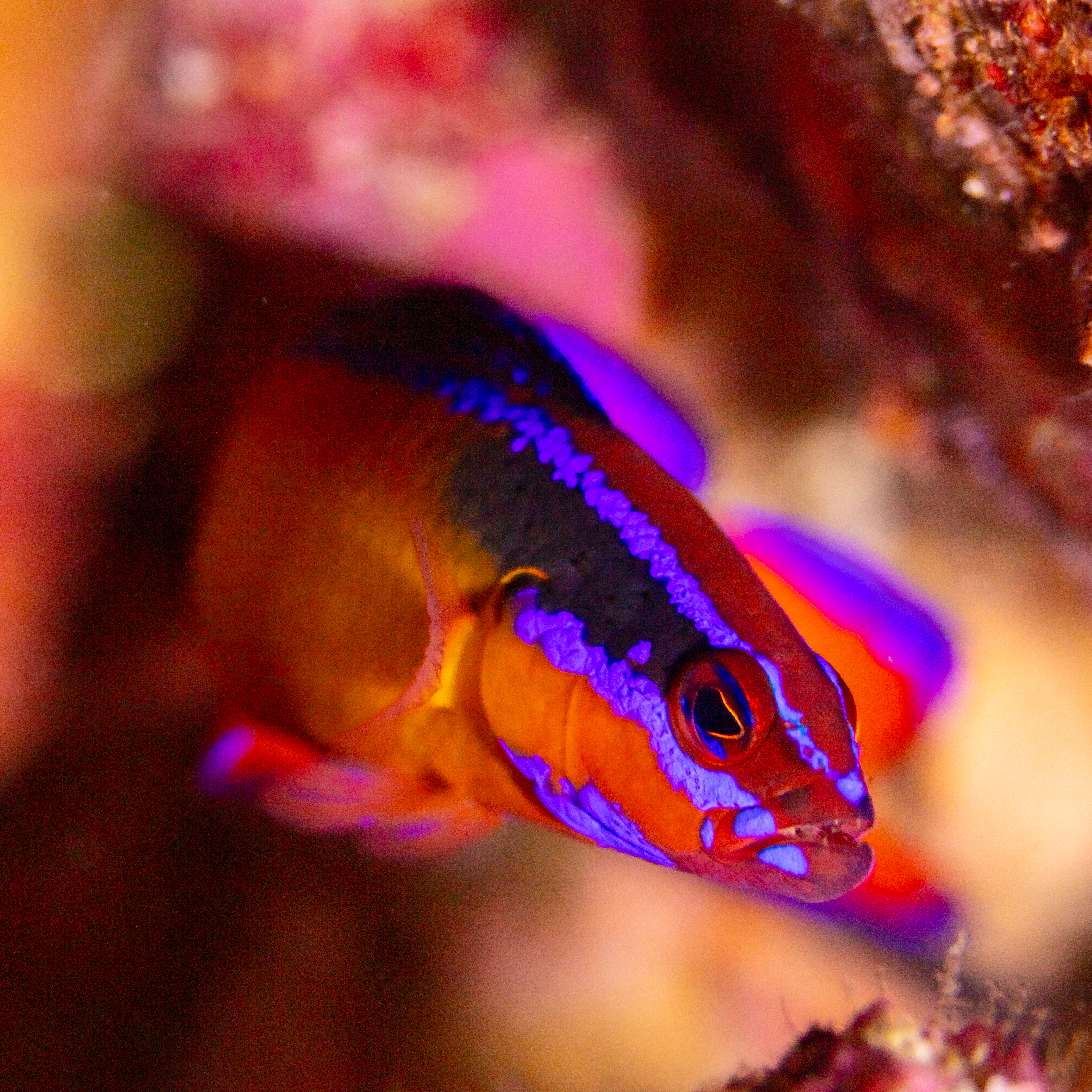
Detalle de la cabeza.

Pseudochromis aldabraensis es un pez, de la familia de los Pseudochromidae. Su nombre común es perca enana de Aldabra o perca enana neón.
Es uno de los peces marinos populares y solicitados en acuariofilia.

## Morfología
Es fusiforme y su color es anaranjado, con líneas azul neón en el dorso, que atraviesan la boca y el ojo hasta la aleta caudal y en la aleta dorsal. Alcanza los 10 cm de largo, en el caso de los machos, que son algo mayores a las hembras. No presentan un dimorfismo sexual claro, tan solo el tamaño.

## Hábitat y distribución
Se distribuye en el oeste del océano Índico, desde las islas de Aldabra, en las Seychelles, en el Golfo de Omán, el Golfo Pérsico, Pakistán y Sri Lanka.
Vive, tanto en lagunas soleadas, como en arrecifes periféricos y suelos rocosos. Suele guarecerse rápidamente en cuevas y agujeros de rocas de los arrecifes coralinos. Se localiza entre 1 y 20 metros de profundidad, y en un rango de temperatura entre 24 y 28 °C.

## Alimentación
En la naturaleza se nutre principalmente de crustáceos y varios organismos bentónicos.

## Reproducción
Son hermafroditas, un individuo es capaz de adoptar cualquier sexo. Al contrario que ocurre con otras especies, si tenemos una pareja, el macho será el ejemplar más grande.
Son ovíparos y de fertilización externa, producen huevos que adhieren sobre rocas, luego el macho fertiliza los huevos y se encarga de mantenerlos oxigenados.

## Mantenimiento
Indicado para su mantenimiento en acuario de arrecife. Si se quiere mantener una pareja se les debe introducir en el acuario simultáneamente. Hay que evitar la convivencia con gambas o camarones, porque pueden ser sus presas. También puede atacar gusanos tubícolas. Asimismo, se debe evitar la convivencia con especies de peces tímidas o de coloración parecida, como la Nemateleotris magnifica, ya que es muy territorial y agresiva con ellas.
Se le debe proveer de zonas con corrientes y bien oxigenadas. También se dotará al acuario de escondrijos y zonas sombrías.
La mayoría de los especímenes en el comercio de acuariofilia son criados en cautividad, y suelen estar habituados a alimentarse con mysis y artemia congelados.